# Moiano
Moiano là một đô thị ở tỉnh Benevento trong vùng Campania, có vị trí khoảng 40 km về phía đông bắc của Napoli và khoảng 20 km về phía tây nam của Benevento. Tại thời điểm ngày 31 tháng 12 năm 2004, đô thị này có dân số 4.115 người và diện tích là 20,3 km².
Đô thị Moiano có các frazioni (đơn vị cấp dưới, chủ yếu là các làng) Luzzano.
Moiano giáp các đô thị: Airola, Arienzo, Bucciano, Forchia, Sant'Agata de' Goti, Tocco Caudio.